# Neuilly-la-Forêt
Neuilly-la-Forêt település Franciaországban, Calvados megyében. Lakosainak száma 444 fő (2018. január 1.). Neuilly-la-Forêt Castilly, Isigny-sur-Mer, Lison, Les Oubeaux, Vouilly, Airel, Montmartin-en-Graignes és Saint-Fromond községekkel határos.

## Népesség
A település népességének változása:
| Lakosok száma | 675  | 564  | 505  | 481  | 444  | 461  | 461  | 450  | 444  | 444  |
|               | 1968 | 1975 | 1982 | 1990 | 1999 | 2011 | 2013 | 2015 | 2017 | 2018 |